# Puja (řeka)
Puja (rusky Пуя) je řeka v Archangelské oblasti v Rusku. Je 172 km dlouhá. Povodí má rozlohu 2500 km².

## Průběh toku
Pramení mezi východními výběžky Ňandomské vysočiny. Ústí zleva do Vagy (povodí Severní Dviny).

## Vodní stav
Zdrojem vody jsou převážně sněhové srážky. Průměrný průtok vody činí přibližně 25 m³/s. Zamrzá v listopadu a rozmrzá ve druhé polovině dubna až na začátku května.

## Využití
Řeka je splavná pro vodáky.